# ハンセン溶解度パラメーター
ハンセン溶解度パラメーター(Hansen solubility parameter, HSP)は、Charles M. Hansenが1967年に博士論文で発表した、物質の溶解性の予測に用いられる値である。
HSPは「分子間の相互作用が似ている２つの物質は、互いに溶解しやすい」との考えに基づいている。HSPは以下の3つのパラメーター（単位：MPa0.5）で構成されている。
- {\displaystyle \ \delta _{d}}: 分子間の分散力によるエネルギー
- {\displaystyle \ \delta _{p}}: 分子間の双極子相互作用によるエネルギー
- {\displaystyle \ \delta _{h}}: 分子間の水素結合によるエネルギー

これら3つのパラメーターは3次元空間(ハンセン空間)における座標とみなすことができる。そして2つの物質のHSPをハンセン空間内に置いたとき、2点間の距離が近ければ近いほど互いに溶解しやすいことを示している。
あるポリマーがある溶媒に対して可溶であるかどうかの予測は次の方法で行う。ポリマーが相互作用半径{\displaystyle R_{0}}という値を持っており、ポリマーのHSPの座標を中心とした半径{\displaystyle R_{0}}の球がハンセン空間内にあるものと仮定する。また、ポリマーのHSPと溶媒のHSPの間の距離{\displaystyle Ra}は以下の式によって計算される。
```
    

  

    

      

        
 

        
(

        
R

        
a

        

          
)

          

            
2

          

        

        
=

        
4

        
(

        

          
δ

          

            
d

            
2

          

        

        
−

        

          
δ

          

            
d

            
1

          

        

        

          
)

          

            
2

          

        

        
+

        
(

        

          
δ

          

            
p

            
2

          

        

        
−

        

          
δ

          

            
p

            
1

          

        

        

          
)

          

            
2

          

        

        
+

        
(

        

          
δ

          

            
h

            
2

          

        

        
−

        

          
δ

          

            
h

            
1

          

        

        

          
)

          

            
2

          

        

      

    

    
{\displaystyle \ (Ra)^{2}=4(\delta _{d2}-\delta _{d1})^{2}+(\delta _{p2}-\delta _{p1})^{2}+(\delta _{h2}-\delta _{h1})^{2}}

  

```

{\displaystyle R_{0}}と{\displaystyle Ra}から系の相対エネルギー差(relative energy difference, RED)を{\displaystyle RED=Ra/R_{0}}と定義する。{\displaystyle RED<1}（溶媒のHSPが半径{\displaystyle R_{0}}の球の内側にある）ならば溶媒に対してポリマーが可溶、{\displaystyle RED=1}（球の表面上）ならば部分的に可溶、{\displaystyle RED>1}（球の外側）ならば不溶であると予測される。

## 用途
HSPは、溶媒・ポリマー間の相互作用の理解が不可欠な、塗料、被膜などの産業において古くから用いられており、以下に示すような幅広い分野に応用されている。
- 環境中でのポリマーの応力割れ
- 顔料(カーボンブラックなど)の分散の制御
- カーボンナノチューブ、フラーレン、量子ドットなどのナノ材料の可溶性・分散性
- ポリマーに対する粘着力
- プラスチック材料に対する溶剤や化学物質の浸透性（ゴム手袋の安全性、食品包装のバリア性能、皮膚への浸透性などへの応用）
- ポリマー内への溶剤の拡散
- DNAとの相互作用による細胞障害性[3]
- 匂い物質がポリマーに溶解することによって応答する人工嗅覚[4]
- 使用が望ましくない溶剤からより望ましい代替品への置き換えを安全・安価・迅速に行うために、HSPに基づく混合溶剤の合理的設計

## 理論的背景
HSPからヒルデブラント溶解度パラメーターを理論的に導出していないとの批判がある。現実の相平衡との間の相関関係に関しては、ある系には適用できるがある系には適用できないという何らかの前提に基づいていることに留意する必要がある。特に、理論に基づいた溶解度パラメーターはいずれも、会合溶液の場合にしか適用できない（すなわち、ラウールの法則からの「正のずれ」しか予測できない）という根本的限界がある。いずれの理論も、（水溶性ポリマーの場合にしばしば重要となる）溶媒和や、電荷移動錯体の形成によって生じるラウールの法則からの「負のずれ」を説明できない。HSPは、他の単純な予測理論と同様に、データによってふるい分けをし予測の妥当性を確認する目的で最もよく使われる。HSPは Flory-Huggins Chi パラメーターの予測に使われ、実用的に正確な結果が得られている。
{\displaystyle Ra}の計算式の中にある分散力の項の係数「4」は議論の対象となる。係数が「4」であることには理論的裏付けがある（文献[1] Chapter 2、および）のだが、標準的なHSPによる予測から大きくずれる系があることも報告されている(e.g. Bottino et al., "Solubility parameters of poly(vinylidene fluoride)" J. Polym. Sci. Part B: Polymer Physics 26(4), 785-79, 1988)。
HSPの効果よりも分子サイズの効果のほうが大きく作用することがあり、例えばメタノールのような小さい分子は「アノマー効果」が現れることがある。
分子動力学法を用いて、分子構造からHSPを計算できることが示されている（しかし現状では、双極子と水素結合の効果をHSP値に割り当てることが難しい）。

## 限界
HSPには以下に示すような限界があることをHansen自身が認めている。
- パラメーターは温度によって変化する
- 現実の分子間相互作用は3つのパラメーターだけで説明できるほどシンプルではなく、パラメーターはあくまで近似である。実際には、分子のかたちや、他のタイプの相互作用（誘起双極子、金属結合、静電相互作用など）も関与している。
- ある限られた時間内に2つの分子が実際に溶けるかどうかは、分子の大きさにも大きく左右される
- パラメーターを直接測定することが困難

上記の問題点のいくつかに対して、AbbottとHansenは最近の報告の中で対処法を示している。
- 温度の影響の計算
- 動力学と熱力学におけるモル体積の役割の解明
- クロマトグラフィーによるHSPの測定
- 化学物質とポリマーのHSPの大規模なデータセットの整備
- ポリマー、インク、量子ドットなどのHSP値を決定するための「球」を求めるためのソフトウェア開発（自作ソフトウェアへの実装も可能）
- UNIFACグループからHSPを推定するための新しい Stefanis-Panayiotou 法[8]およびソフトウェアでの自動化

これらの新しい成果は、e-book、ソフトウェア、外部リンクに記述されたデータセットとして入手可能であり、商用パッケージから独立して実装することもできる。
ヒルデブラント溶解度パラメーター(SP)も同様の目的で用いられることがあるが、非極性で水素結合を持たない溶媒にしか適用できない。非極性溶媒では通常、SPはHSPの{\displaystyle \ \delta _{d}}値に近い値となる。SPが適用できない典型例としてブタノールとニトロエタンが挙げられる。両者のSP値は同じであり、どちらもエポキシ樹脂を溶解することができないが、50:50で混合するとエポキシ樹脂は容易に溶解するようになる。この現象は、2つの溶媒を50:50で混合したときのHSPがエポキシ樹脂のHSPに近いということで説明できる。